# اگان-سود، کبک
اگان-سود (به فرانسوی: Egan-Sud) شهری در منطقه شهری لا وله-دو-لا-گاتینو ناحیه اوتاوه در استان کبک کانادا است. در سرشماری سال ۲۰۱۱ این شهر ۵۶۸ نفر جمعیت داشته‌است و مساحت آن ۵۰٫۶۷ کیلومتر مربع است.